# 1. додела Златног глобуса
Прва додела награда Златног глобуса, у част најбољих остварења из 1943. године, одржана је касно 20. јануара 1944. у студију 20th Century Fox у Лос Анђелесу, Калифорнија.

## Победници
| Категорија                        | Филм               | Режисер       | Добитник/-ица  |
| --------------------------------- | ------------------ | ------------- | -------------- |
| Најбољи филм                      | Бернадетина песма  | Хенри Кинг    |                |
| Најбољи глумац у главној улози    | Стража на Рајни    | Херман Шамлин | Пол Лукас      |
| Најбоља глумица у главној улози   | Бернадетина песма  | Хенри Кинг    | Џенифер Џоунс  |
| Најбољи глумац у споредној улози  | За ким звоно звони | Сем Вуд       | Аким Тамиров   |
| Најбоља глумица у споредној улози | За ким звоно звони | Сем Вуд       | Катина Паксину |
| Најбољи режисер                   | Бернадетина песма  | Хенри Кинг    |                |

- Пол Лукас, победник за најбољег глумца у главној улози.
- Џенифер Џоунс, победница за најбољу глумицу у главној улози.
- Аким Тамиров, победник за најбољег глумца у споредној улози.
- Катина Паксину, победница за најбољу глумицу у споредној улози.
- Хенри Кинг, победник за најбољег режисера.

## Поређење са наградама Академије
Шеснаеста додела Оскара, додељена шест недеља касније, 2. марта 1944. године, укључила је међу номинације истих шест, од којих су три такође победници — за најбољег глумца: Пол Лукас, за најбољу глумицу: Џенифер Џоунс и за најбољу споредну глумицу: Катина Паксину.